# Filmografia lui Edward G. Robinson
Filmografia lui Edward G. Robinson:
- Arms and the Woman (1916)
- The Bright Shawl (1923)
- The Hole in the Wall (1929)

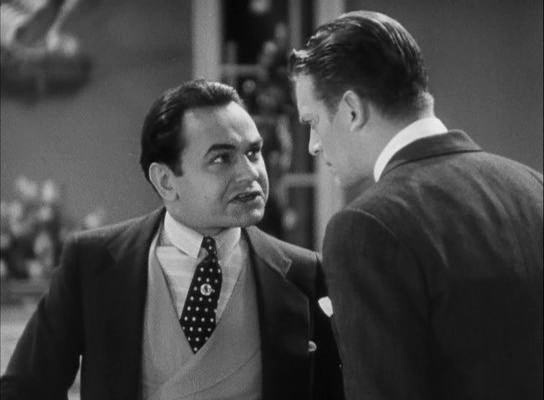
Edward G. Robinson în Micul Caesar

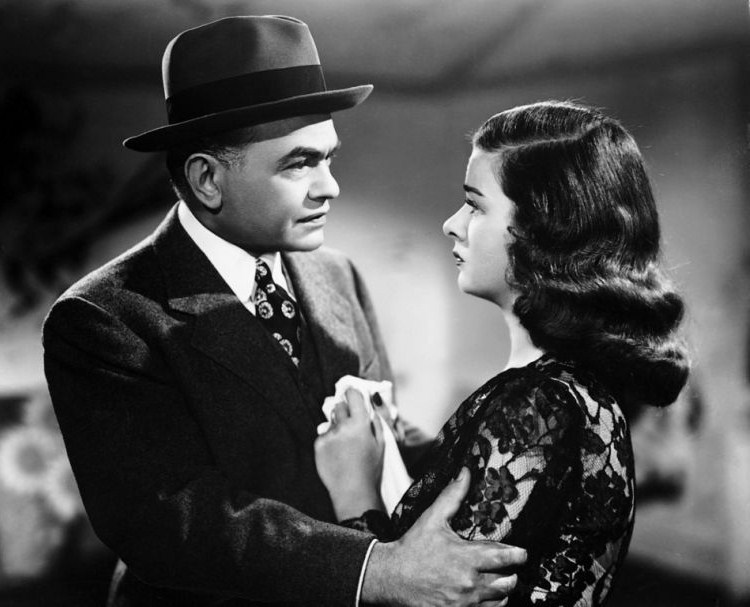
Joan Bennett (dreapta) și Edward G. Robinson în Scarlet Street (1945)

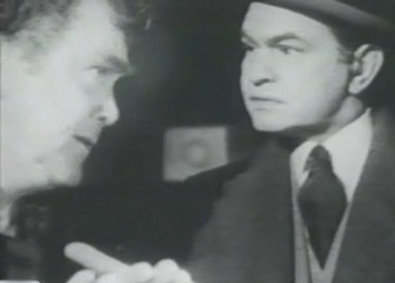
Thomas Mitchell și Edward G. Robinson în Flesh and Fantasy

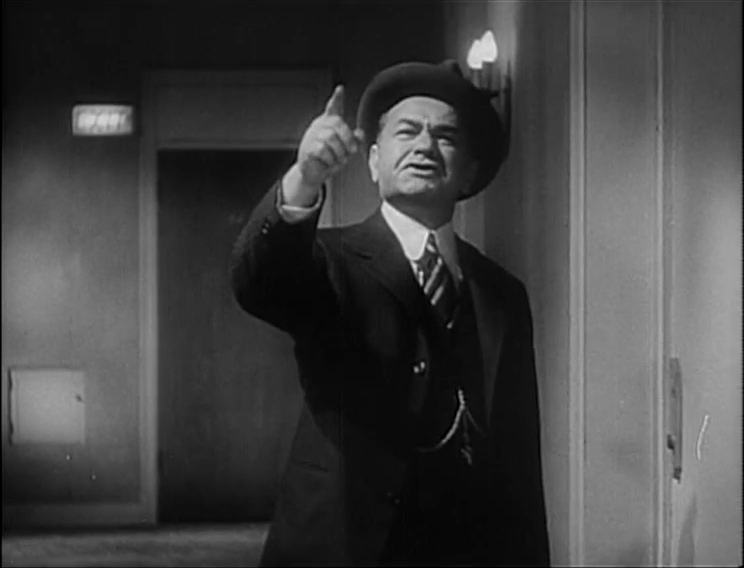
Edward G. Robinson în Asigurare de moarte (1944)

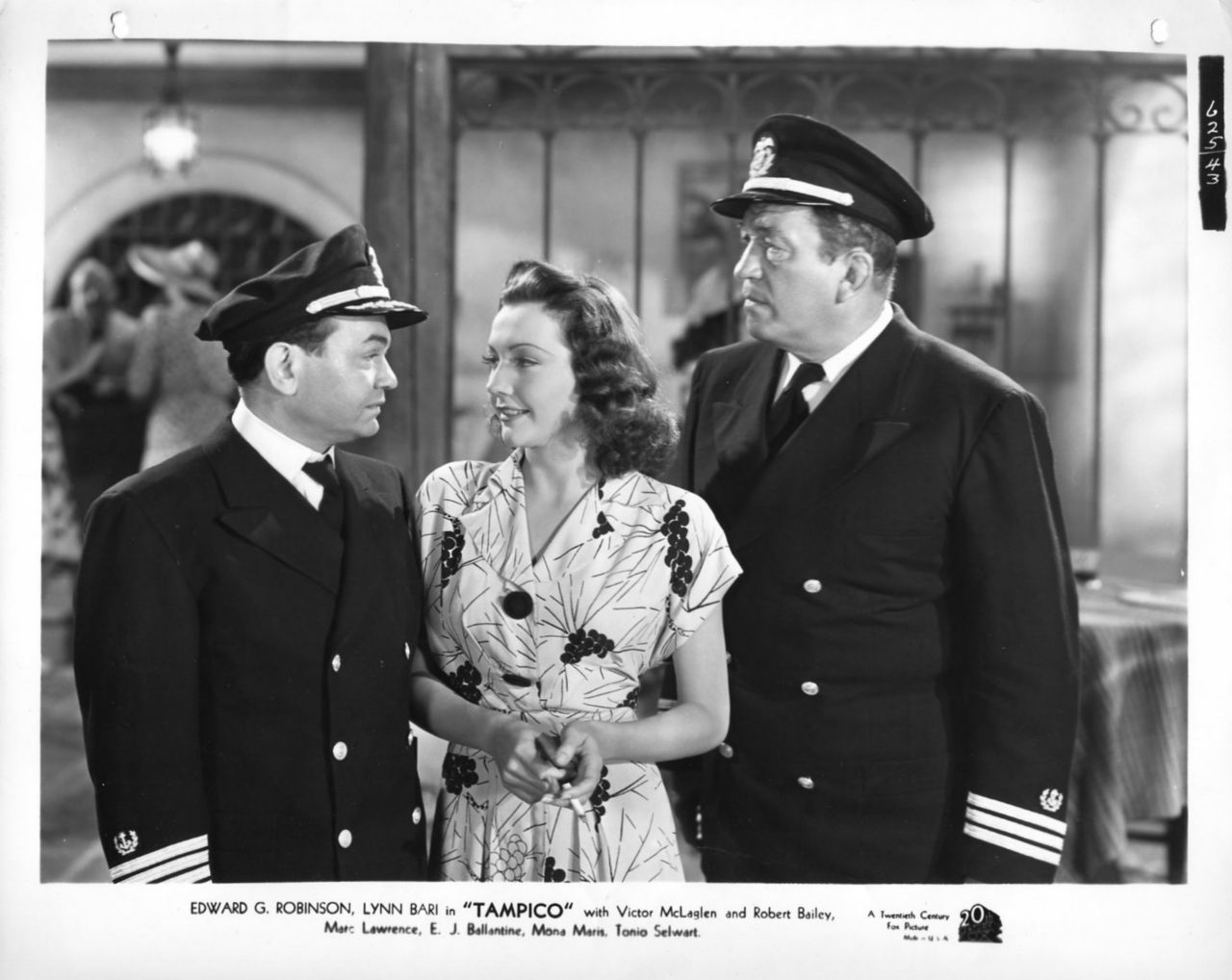
Edward G. Robinson, Lynn Bari și Victor McLaglen în Tampico (1944)

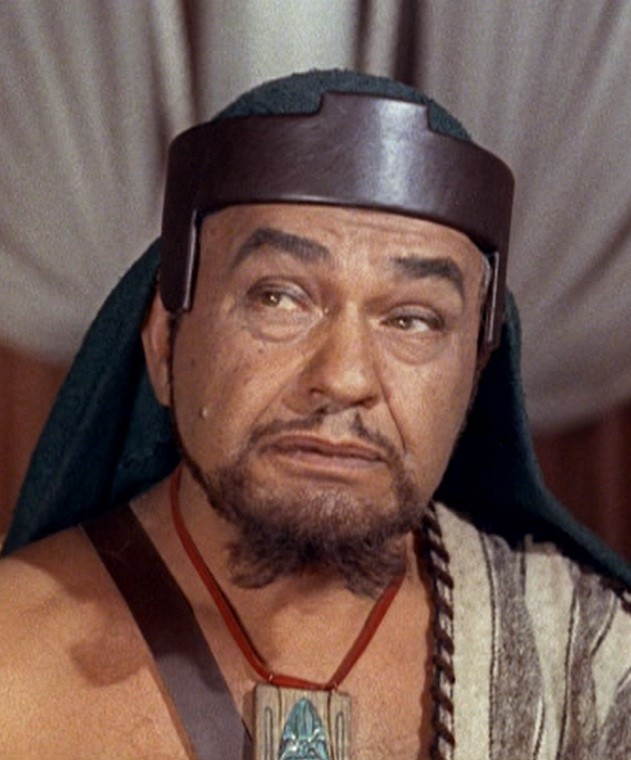
Edward G. Robinson în Cele zece porunci (1956)

- An Intimate Dinner in Celebration of Warner Brothers Silver Jubilee (1930) (film scurt)
- Night Ride (1930 Film) (1930)
- A Lady to Love (1930)
- Outside the Law (1930)
- East Is West (1930)
- The Widow from Chicago (1930)
- How I Play Golf by Bobby Jones No. 10: Trouble Shots (1931) (film scurt)
- Micul Caesar - Little Caesar (1931)
- The Stolen Jools (1931) (film scurt)
- Smart Money (1931)
- Five Star Final (1931)
- The Hatchet Man (1932)
- Two Seconds (1932)
- Tiger Shark (1932)
- Silver Dollar (1932)
- Micul gigant - The Little Giant (Film) (1933)
- I Loved a Woman (1933)
- Dark Hazard (1934)
- The Man with Two Faces (1934)
- Tot orașul vorbește - The Whole Town's Talking (1935)
- Portul pierzaniei  - Barbary Coast (1935)
- Bullets or Ballots (1936)
- Thunder in the City (1937)
- Kid Galahad (1937)
- The Last Gangster (1937)
- A Slight Case of Murder (1938)
- Dubla existență a doctorului Clitterhouse - The Amazing Dr. Clitterhouse (1938)
- I Am the Law (1938)
- Verdensberømtheder i København (1939) (documentar)
- A Day at Santa Anita (1939) (film scurt)
- Confesiunile unui spion nazist - Confessions of a Nazi Spy (1939)
- Blackmail (1939)
- Pastila magică a Dr Ehrlich - Dr. Ehrlich's Magic Bullet (1940)
- Brother Orchid (1940)
- A Dispatch from Reuter's (1940)
- The Sea Wolf (1941)
- Manpower (1941)
- Polo with the Stars (1941) (film scurt)
- Unholy Partners (1941)
- Larceny, Inc. (1942)
- Tales of Manhattan (1942)
- Moscow Strikes Back (1942) (documentar) (narator)
- Journey Together (1943) (film artistic RAF)
- Magic Bullets (1943) (short subject) (narator)
- Destroyer (1943)
- Carnea diabolică - Flesh and Fantasy (1943)
- Tampico (1944)
- Mr. Winkle Goes to War (1944)
- Asigurare de moarte - Double Indemnity (1944)
- Femeia din vitrină - The Woman in the Window (1945)
- Our Vines Have Tender Grapes (1945)
- Scarlet Street (1945)
- American Creed (1946) (film scurt)
- Journey Together (1946)
- The Stranger (1946)
- The Red House (1947)
- All My Sons (1948)
- Key Largo (1948)
- Night Has a Thousand Eyes (1948)
- House of Strangers (1949)
- It's a Great Feeling (1949) (cameo)
- Operation X (1950)
- Actor's and Sin (1952)
- Vice Squad (1953)
- Big Leaguer (1953)
- The Glass Web (1953)
- What's My Line? (la 11 octombrie 1953 ca invitat necunoscut)
- Black Tuesday (1954)
- 1955 Înfrângerea lui L. Wilkison (The Violent Men), regia Rudolph Maté
- Strânsă cu ușa - Tight Spot (1955)
- A Bullet for Joey (1955)
- Hell on Frisco Bay (1955)
- Illegal (1955)
- Nightmare (1956)
- Cele zece porunci - The Ten Commandments (1956)
- The Heart of Show Business (1957) (film scurt) (narator)
- A Hole in the Head (1959)
- Seven Thieves (1960)
- Pepe (1960) (cameo)
- My Geisha (1962)
- Două săptămâni într-un alt oraș - Two Weeks in Another Town (1962), ca  Maurice Kruger
- Călătoria lui Sammy - Sammy Going South (1963) (sau: A Boy Ten Feet Tall)
- The Prize (1963)
- Pe urmele lui Robin Hood - Robin and the 7 Hoods (1964) (cameo)
- Bunul meu vecin Sam - Good Neighbor Sam (1964)
- Toamna Cheyenilor - Cheyenne Autumn (1964)
- Ultrajul - The Outrage (1964)
- Cincinnati Kid - The Cincinnati Kid (1965)
- All About People (1967) (film scurt) (narator)
- Grand Slam (1967)
- The Blonde from Peking (1967)
- Operation St. Peter's (1967)
- The Biggest Bundle of Them All (1968)
- Nici un moment de plictiseală - Never a Dull Moment (1968)
- It's Your Move (1969)
- Aurul lui Mackenna - Mackenna's Gold (1969)
- U.M.C. aka Operation Heartbeat (1969, film de televiziune; pilot pentru Medical Center)
- Cântecul Norvegiei Song of Norway (1970)
- The Old Man Who Cried Wolf (1970)
- Mooch Goes to Hollywood (1971) (cameo)
- Neither by Day Nor by Night (1972)
- Hrana verde - Soylent Green (1973)

## Legături externe
- Filmografia lui Edward G. Robinson la Internet Movie Database
- Filmografia lui Edward G. Robinson la TCM Movie Database
- en Filmografia lui Edward G. Robinson la Internet Broadway Database
- Photographs and literature
- Filmografia lui Edward G. Robinson la Find a Grave